# Осенний лис
«Осенний лис» — первая книга тетралогии о валашском знахаре и колдуне по имени Жуга, написанная российским писателем Дмитрием Скирюком. Роман был издан в 2000 году и принёс автору премию за лучший дебют на фестивале «Звёздный Мост».

## Содержание
В романе, открывающем фантастический цикл Д. Скирюка, читатель знакомится с его главным героем, а также с рядом второстепенных персонажей, чьи приключения продолжатся на страницах прочих книг тетралогии.
Не помнящий своих родителей, потерявший имя, прошедший через смерть травник по имени Жуга стремится понять, кто он на самом деле, узнать свою судьбу и, если потребуется, противостоять ей. Обретённые на этом пути друзья и враги, пережитые чувства, столкновения с любовью и несправедливостью помогают герою одолеть предопределённость и избрать человеческий жребий.

## История издания
2000 — первое издание в двух томах: «Осенний лис» и «Сумерки меча» (серия «Перекрёсток миров», изд. «Северо-Запад пресс»), илл. К.Рожкова, Д.Кривенко;
2003 — переиздание одним томом под названием «Осенний Лис» (серия «Правила боя», изд. «Азбука-классика»); содержит предисловие Льва Вершинина «Пионер осеннего мира», илл. Владимира Гуркова;
2005 — переиздание в мягкой обложке (покетбук), в двух томах: «Осенний лис» и «Сумерки меча» в серии «Правила боя»-мини. Илл. Владимира Гуркова.
2006 — переиздание одним томом под заголовком «Жуга: Осенний лис» в отдельной серии изд. «Азбука-классика»; содержит предисловие Льва Вершинина «Пионер осеннего мира»; илл. Антона Ломаева.
2019 - переиздание одним томом под заголовком "Осенний лис", отдельная серия, изд-во "Эксмо". В предисловии автор указал на то, что текст настолько серьёзно переработан, что впору говорить о второй авторской редакции. ISBN 978-5-04-104412-1.

## Композиция
Композиция романа тесно связана с образом центрального персонажа, а именно — с магическим браслетом, которым герой владеет с самого раннего детства. Браслет, названный впоследствии драупниром (см. статью о мифологическом Драупнире), сделан из неизвестного зеленоватого сплава, украшен крупным чёрным опалом и девятью фигурными подвесками. Сходным образом главы романа объединены своего рода «оправой» — фрагментами беседы, которую Жуга ведёт с медведем, покровителем лета. Желая разобраться в себе и обрести смысл жизни, Жуга рассказывает готовому дать совет волшебному зверю о пережитых приключениях — эти истории составляют одиннадцать глав книги. Заключительная двенадцатая часть носит название «опал». Завершается роман коротким послесловием, раскрывающим дальнейшую судьбу второстепенных персонажей и объясняющим некоторые любопытные детали повествования.

## Драупнир (браслет)
Драупнир (браслет) — магический браслет с девятью подвесками, принадлежащий главному герою. Непосредственно упоминается в романе «Осенний лис», аналогии проводятся в романах «Руны судьбы» и «Кукушка». Согласно роману «Осенний лис», подобный браслет от рождения даётся мужчинам, наделённым колдовским даром, чья судьба заранее определена (женщины получают ожерелье). «Разменяв» драупнир, то есть израсходовав его магическую силу, они становятся волшебными зверями — покровителями времён года.
Гномы назвали браслет Жуги «драупниром», хотя с классическим Драупниром, упоминающимся в германо-скандинавской мифологии, он имеет мало общего, кроме самого факта мистической сущности. Если мифологическое кольцо Одина ежедневно приносило хозяину восемь новых колец (всего девять, считая сам Драупнир), то браслет давал возможность совершить девять чудес, превышающих возможности обычных колдунов. В романе указано, что браслет также ковали гномы (клан Ивалди), однако кто мог быть заказчиком подобной работы не упоминается.
В дальнейшем браслет превратился в пыль, когда была потрачена последняя подвеска. Однако в романах «Руны судьбы» и «Кукушка» упоминается подобие драупнира, сделанного Жугой для его ученика, чтобы оградить того от губительного действия магии.

### Описание браслета
Драупнир Жуги сделан из тускло-зелёного неизвестного сплава (Семь Металлов), имеет овальную форму, без разъёма. В браслет вделан иссиня-чёрный опал, играющий малиновыми бликами. По ободу браслета располагается девять подвесок, на первый взгляд напоминающие: человечка, шарик, каплю, восьмилучевую звезду, рыбку, кораблик, спираль, крест в круге и тройной узел. Символическое значение подвесок разгадывается в процессе колдовства (чтобы совершить чудо, необходимо сорвать подвеску, которая впоследствии превращается в пыль). Прикасаясь к браслету, человек чувствует лёгкое покалывание. Игра красок в камне позволяет предвидеть опасность, она также указывает на местонахождение хозяина. Однако дальтонизм Жуги не всегда позволяет использовать эту особенность драупнира.

### Применение браслета в романе «Осенний лис»
- Фигурка человечка символизировала человека и позволили разделить две случайно слившиеся души.
- Восьмилучевая звезда обозначала розу ветров и уготовила кораблю судьбу «Летучего Голландца».
- Крест в круге подразумевал повторяемость, закольцованность цепи событий, которая позволила герою вернуться к началу, исправить ошибки, отыскать ответы на терзающие его вопросы, понять разные стороны одних и тех же явлений.
- Рыбка символизировала женское чрево, материнство и плодородие. С её помощью удалось закрепить человеческую ипостась оборотня, получившего подобие нового рождения.
- Спираль означала время и дала возможность им управлять, пусть и недолго.
- Капля, по всей видимости, являлась символом крови и излечила девушку-вампира.
- Узел-трилистник стал путеводной нитью, безошибочно указавшей на избранную цель.
- Шар символизировал объединение и понимание. Этой подвеской был оплачен совет Медведя, хозяина лета.
- Фигурка ладьи обозначала корабль, движение, отчасти возможно, Скидбладнир, корабль мёртвых. С её помощью изгнанный бог, пожелавший забрать себе тело Жуги, был вызван в реальный мир и потерпел поражение в бою.

Кроме того, упоминается, что браслет-драупнир влиял на психологию владельца, изменяя его внутренне.
- В главе «Башня Ветров» приведены цитаты из песен Наутилуса («Как падший ангел», «Последний человек на земле») и Насти Полевой («Белые волки»). Также по главе «рассыпан» в виде отдельных предложений или их частей текст песни Владимира Высоцкого «Парус».
- В главе «Закон для дурака» горбун Роджер говорит цитатами из песен «Гражданской обороны».